# Socrates
Pour les articles homonymes, voir Socrates (homonymie).

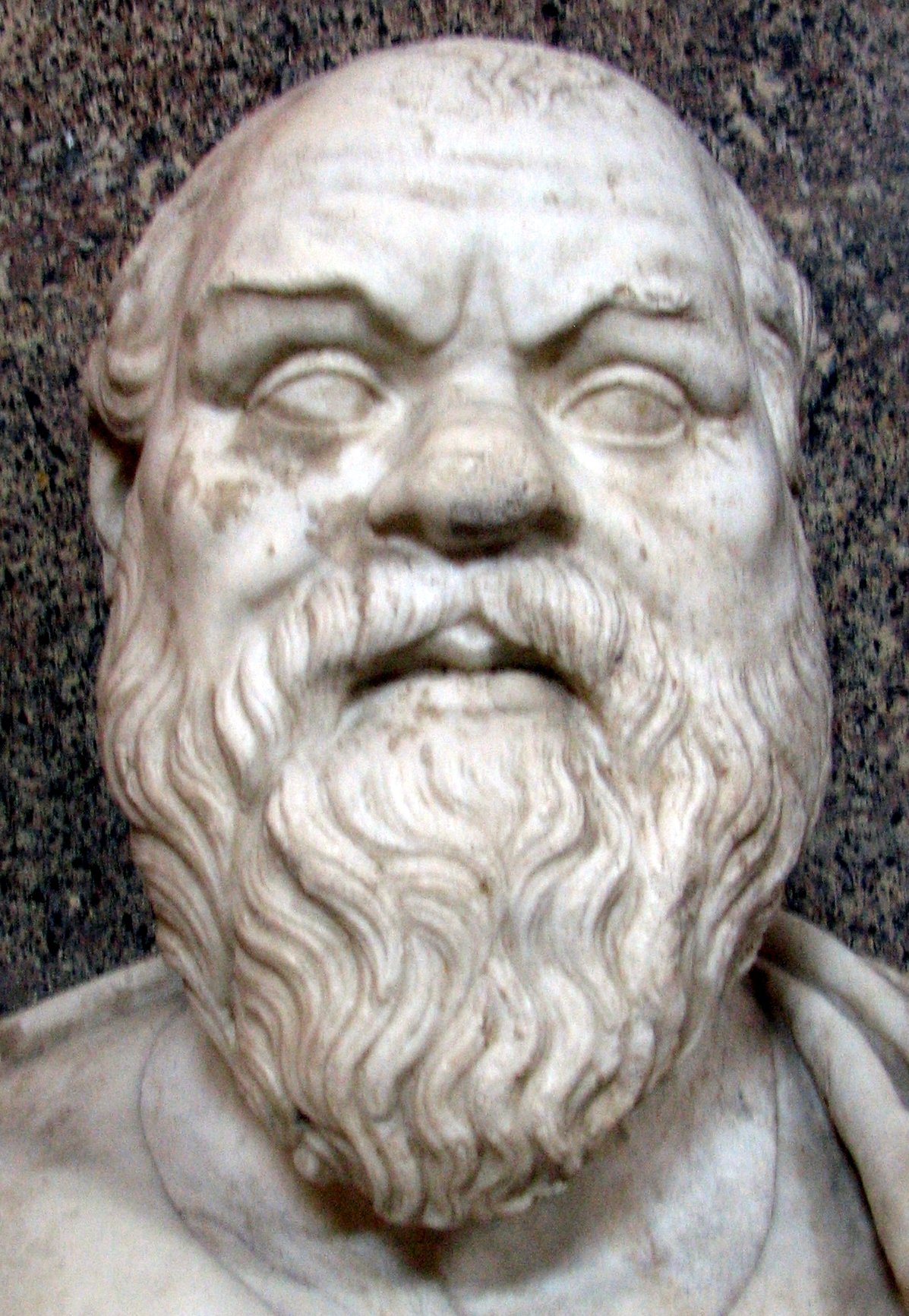
Buste de Socrate au Musée du Vatican

Socrates est le nom d'un ensemble de programmes d'échanges européens dans les domaines de l'éducation et de la formation. Le plus connu de ces programmes est Erasmus. Depuis 2007, Socrates est remplacé par le Programme d'éducation et de formation 2007-2013 (en).

## Historique
Jusqu’en 1976, l’éducation était quasiment absente du champ d’action communautaire, tout au moins dans les textes législatifs. Seule une décision du Conseil européen du 2 avril 1963 portant établissement des principes généraux pour la mise en œuvre d’une politique commune de formation professionnelle interférait dans le domaine de l’éducation et de la formation où les États restaient entièrement souverains.
Malgré ce vide juridique, la Direction générale « Éducation, Formation, Jeunesse » (D.G. XII) décida, dans les années 1970, de mettre en place des programmes d’échange et de coopération dans le domaine de l’éducation entre les États membres de la Communauté. 
Parmi ces premiers programmes, le programme Comett – programme de coopération entre universités et entreprises -, le programme Petra stimulant la formation professionnelle des moins de 28 ans ou encore Tempus incitant à la coopération avec les pays de l’Europe centrale et orientale (PECO). Ces programmes, ancêtres de ceux existant aujourd’hui, se révèlent déjà ambitieux, bien que limités à l’enseignement supérieur et professionnel.
En 1986, le lancement du programme Erasmus qui soutient les échanges universitaires pour les étudiants est souvent cité comme l'une des initiatives les plus réussies d'une Communauté européenne qui venait tout juste alors de s'étendre à 12 pays.
Ce n’est cependant qu’avec le Traité de Maastricht que la coopération en matière d’éducation prend de l’ampleur. Le principe de subsidiarité reste toutefois le maître mot : les États maîtrisent complètement l’organisation et la structure de leur système éducatif. La coopération entre États membres ne fait que compléter leur action en contribuant au développement d’une éducation de qualité et à la dimension européenne de politiques souvent considérées comme trop centrées sur elles-mêmes.
L’article 126-1 de ce même traité précise que « l’Union européenne contribue au développement d’une éducation de qualité, favorisant la coopération entre États membres ». Ainsi, par ses programmes d’échange, elle complète et appuie l’action des États tout en respectant le contenu et l’organisation de l’enseignement de chacun d’entre eux. Par ailleurs, le traité étend à l’ensemble du domaine éducatif les actions menées, cantonnées jusque-là à l’enseignement supérieur et la formation professionnelle. L’article 126 comporte des dispositions explicites : l’objectif est le « développement d’une éducation de qualité », de sa « dimension européenne (…) notamment par l’apprentissage et la diffusion des langues des États membres ». 
Le développement de l’enseignement des langues est en effet un des moyens privilégiés pour renforcer la dimension européenne de l’éducation. La mobilité des étudiants et enseignants se révèle également être un objectif prioritaire de la politique de l’UE. Cette mobilité est favorisée par plusieurs démarches soutenues par l’UE :
- la reconnaissance des diplômes et des périodes d’études ;
- la promotion des coopérations entre établissements scolaires ;
- le développement des échanges d’informations et d’expériences ;
- l’encouragement de l’enseignement à distance.

La dimension européenne de l’éducation s’est développée rapidement, allant même au-delà des objectifs visés par le Traité de Maastricht. Deux raisons principales expliquent ce phénomène : 
- la nécessité de faciliter la mobilité des personnes au sein de l’UE dans le cadre de la libre circulation des personnes et du marché unique d’une part ;
- la nécessaire convergence des systèmes d’enseignement afin de faciliter l’émergence d’une citoyenneté européenne d’autre part.

C’est dans ce contexte qu’ont été créés les programmes Socrates et le Programme européen Leonardo da Vinci qui regroupent des programmes antérieurs et des programmes innovants.
Autre innovation majeure : la décentralisation de la gestion des programmes de mobilité des élèves, étudiants et enseignants. En effet, c’est désormais au niveau des États, via des agences nationales, que ces activités sont gérées. En France, par exemple, un Groupement d’Intérêt Public, localisé à Bordeaux, placé sous la double tutelle des ministères de l’Éducation nationale et des Affaires sociales a été créé en août 2000 et fait office d’agence nationale française en matière de programmes communautaires d’éducation et de formation.

## Le grand programme d’action communautaire en matière d’éducation (2000-2006)
Trois grands programmes communautaires en matière d’éducation existent : Socrates, Erasmus mundus et Tempus. 
L’objectif de Tempus est de « promouvoir le développement des systèmes d'enseignement supérieur pour les pays éligibles par une coopération aussi équilibrée que possible avec des partenaires de tous les États membres de la Communauté ». 
Erasmus mundus vise quant à lui à « améliorer la qualité de l'enseignement supérieur européen en favorisant la coopération avec les pays tiers, en vue d'améliorer l'attrait de l'enseignement supérieur en Europe ». 
Le programme Socrates constitue la référence en matière d’éducation et recouvre un panel important d’actions : Comenius, Erasmus, Grundtvig, Lingua, Minerva, auxquels s’ajoutent les actions d’observation et d’innovation des systèmes et politiques éducatifs, les actions conjointes avec d’autres programmes européens et, enfin, les mesures d’accompagnement. 
Ce programme fait l’objet d’une coopération avancée au sein de l’UE et constitue à ce titre un modèle par son ampleur, l’efficacité de son organisation et de la popularité dont il bénéficie.
La première phase du programme Socrates a démarré le 1er janvier 1995 et s’est achevée le 31 décembre 1999. La décision officielle du Parlement européen et du Conseil établissant la deuxième phase du programme a été adoptée le 24 janvier 2000. Afin de préserver la continuité du programme, il a été décidé de mettre en œuvre SOCRATES II en deux phases : en l'an 2000, les actions du programme ont été réalisées selon les mêmes lignes directrices que SOCRATES I, la deuxième phase de mise en œuvre de SOCRATES II n’entrant en vigueur qu’en 2001. 
31 États participent aujourd’hui au programme : les 27 États membres de l’Union européenne auxquels se greffent les trois pays de l’Association européenne de libre-échange (Islande, Liechtenstein et Norvège), mais aussi la Turquie. Le programme est prévu pour s’achever le 31 décembre 2006 et 1850 millions d’euros doivent y être consacrés pour ces sept années d’existence.
Les objectifs du programme sont clairement définis : 
- renforcer la dimension européenne de l’éducation à tous les niveaux ;
- améliorer la connaissance des langues européennes ;
- promouvoir la coopération et la mobilité dans tous les domaines de l’éducation ;
- encourager l’innovation dans le domaine éducatif ;
- promouvoir l’égalité des chances dans tous les secteurs de l’éducation.

La particularité de ce programme réside dans le fait que ce sont des agences nationales qui gèrent pour la majeure partie le programme, ceci afin de rapprocher le citoyen de problématiques européennes. L’objectif est à terme de renforcer le sentiment de citoyenneté européenne qui semble faire parfois défaut, à l’instar de ce que montrent les taux d’abstention sans cesse croissants lors des élections européennes.

## Sous-programmes

### Projet Comenius
Cette action concerne les premiers stades de l’éducation, c’est-à-dire la maternelle, l’école primaire et l’école secondaire, y compris l’enseignement technique et professionnel. Les acteurs sont autant internes qu’externes. Personnel éducatif, enseignants, élèves sont visés par cette action, de même que des acteurs hors des établissements scolaires (associations de parents d’élèves, ONG, entreprises, administration, etc.). L’objectif de cette action est d’accroître la qualité de l’enseignement, d’en renforcer la dimension européenne et de promouvoir l’apprentissage des langues. Pour cela, Comenius comprend trois grands volets : les partenariats scolaires, la formation initiale et continue du personnel enseignant et la mise en place de réseaux Comenius.

### Erasmus
Probablement le programme plus célèbre de la politique d’éducation européenne, il connaît depuis 1987, année de son lancement, un succès sans cesse croissant ; 700 000 étudiants ont déjà bénéficié de ce programme d’échange. En effet, les étudiants peuvent, pendant 3 à 12 mois, se rendre dans une université ou un établissement d’enseignement supérieur d’un autre pays participant. Aujourd'hui, la quasi-totalité des universités européennes font partie du programme.  Le principe en est simple : la période d’étude dans un établissement étranger est reconnue dans l’établissement d’origine, notamment par le système d’ECTS (European Credit Transfert System) qui facilite la reconnaissance académique des périodes d’études entre les établissements partenaires. Néanmoins, un accord préalable est nécessaire entre les établissements concernés. Les étudiants sélectionnés reçoivent une bourse européenne en soutien à leur mobilité, contribuant aux coûts du voyage et de la vie. La Commission peut également participer au financement partiel de préparations linguistiques pour les étudiants avant leur départ. 
Les étudiants ne sont pas les seuls bénéficiaires de ce programme puisque les enseignants sont, eux aussi, concernés par 4 volets d’Erasmus : sont ainsi prévus les échanges de professeurs entre universités européennes, l’élaboration de cours (programme d’étude, master, module, etc.) par au moins trois établissements issus de pays différents, le soutien à des programmes intensifs, tels que ceux offerts lors des universités d’été, dans la mesure où ceux-ci comportent une dimension européenne et, enfin, la constitution de réseaux européens autour d’une discipline ou d’un thème particulier à la condition que l’ensemble des pays membres du programme soient représentés.

### Grundtvig
Présenté comme « le troisième maillon éducatif », complétant Comenius et Erasmus, l’action Grundtvig s’adresse aux adultes ayant décidé de reprendre leurs études, soit pour obtenir de nouvelles qualifications, de nouveaux diplômes et augmenter leur valeur sur le marché du travail, soit dans le but d’un développement personnel et social. Pour cela, 4 types d’activités sont soutenus par la Commission :  
- les projets de coopération entre institutions d’éducation pour les adultes désireux de réaliser un projet commun à la dimension européenne ;
- les partenariats éducatifs entre organisations au niveau local et permettant des coopérations moins ambitieuses, favorisant les contacts entre partenaires de pays différents ;
- les bourses de mobilité pour les formateurs des institutions d’éducation pour adultes, pour une période courte de 4 semaines dans un autre pays membre ;
- les réseaux Grundtvig sont mis en place afin de faciliter la discussion et les échanges d’informations et de « bonnes pratiques » en matière d’éducation pour adultes, entre pays européens : ces réseaux tournent soit autour de thèmes clés, soit autour de projets précis que l’ensemble des établissements peuvent suivre, les résultats bénéficiant ainsi au plus grand nombre.

### Lingua
La promotion des langues des États européens constitue une priorité majeure pour la Commission, la connaissance des langues favorisant une meilleure compréhension de l’autre et de sa culture, permettant un enrichissement de soi et, plus prosaïquement, facilite l’accès à un emploi. Si cet objectif est présent dans les différents programmes de Socrates, Lingua agit de manière plus transversale en se concentrant sur des problèmes clés. 
Deux catégories de projets sont plus particulièrement visées : d’une part, les projets transnationaux qui sensibilisent à la connaissance des langues étrangères, informent à ce sujet, motivent les individus ou encore facilitent l’accès à des ressources linguistiques, d’autre part, les projets transnationaux ayant pour objet la mise sur le marché d’une gamme de produits et d’outils d’apprentissage de langues dans des domaines mal couverts par le marché ordinaire ; il est important de signaler que tous les projets financés par Lingua doivent regrouper au moins trois pays de l’Union et également ne pas poursuivre un but lucratif. Lingua permet également la promotion des langues dites « rares », c'est-à-dire des langues moins utilisées et moins enseignées au sein de l’UE. 

### Minerva
Ce programme entend répondre aux nouveaux besoins des établissements scolaires en matière de Technologie de l’information et de communication (TIC). Sous l’effet de l’accélération des innovations technologiques et du développement exponentiel d’Internet, la plupart des écoles européennes ont recours aux TIC pour mettre en place une véritable ingénierie éducative. Or cela pose un double défi auquel se propose de répondre Minerva : il s’agit tout d’abord de faire en sorte que les TIC  puissent favoriser de nouveaux rapports entre les enseignants et les élèves en encourageant des approches didactiques pluridisciplinaires. Ensuite, il faut éviter que le marché soit inondé de produits médiocres et faire en sorte que les besoins des enseignants et des élèves soient pleinement satisfaits. Face à ces défis, Minerva soutient 4 grands types d’activités transversales :  
- les projets destinés à mieux comprendre et à soutenir l’innovation, par exemple par des études ciblées ou comparatives ;
- les projets visant à concevoir de nouvelles méthodes, des outils novateurs en matière de pédagogie ;
- les activités destinées à communiquer et à accéder aux résultats des projets afin d’en amplifier leur diffusion et de généraliser l’échange de « bonnes pratiques » ;
- enfin, les projets destinés à mettre en réseau et à diffuser idées et expériences des TIC dans le domaine de l’éducation.

Les projets soutenus par Minerva doivent avoir une dimension véritablement européenne de par leur thème et posséder un réel effet multiplicateur.

### Actions d’observation et d’innovation
L’objectif de l’Union européenne en matière d’éducation n’est pas d’harmoniser les systèmes dans les États membres mais de permettre un échange entre ces États qui sont naturellement enclins à se focaliser sur leur propre système sans se préoccuper de leurs voisins. Le but des actions d’innovation et d’observation est donc d’inciter les États à s’intéresser à ce qui se passe autour d’eux, à s’en inspirer, à échanger afin que la diversité européenne puisse permettre une amélioration qualitative de l’éducation. Pour cela, la Commission a donc développé divers outils : 
- elle soutient en premier lieu Eurydice, réseau d’information sur l’éducation en Europe, qui recueille des informations fiables et comparables dans les 31 États, dans le domaine de l’éducation ;
- des visites sur le terrain pour les décideurs et responsables dans le domaine éducatif sont également organisées dans le cadre de l’action Arion afin de vivre une expérience en direct et de voir concrètement les effets de telles ou telles mesures ;
- le réseau Naric relie, quant à lui, des centres nationaux fournissant des conseils et informations faisant autorité en matière de reconnaissance académique des diplômes et des périodes d’études entreprises dans d’autres États. Créé en 1984, Naric vise à faciliter l’intégration des systèmes éducatifs nationaux dans les États membres de l’UE, les pays de l’EEE et les pays associés d’Europe centrale et orientale.

La Commission européenne soutient également le lancement de projets-pilotes, par exemple en matière d’évaluation des politiques publiques d’éducation. Mentionnons enfin le lancement d’initiatives favorisant les échanges d’expériences et de bonnes pratiques au niveau européen sur des thèmes innovants tels que la relation éducation / emploi ou bien les indicateurs de qualité de l’enseignement.

### Actions conjointes
Que ce soit dans les domaines de la recherche, la formation professionnelle ou la jeunesse, d’autres politiques sont en interaction avec la politique d’éducation et ne peuvent donc pas être abordées isolément. C’est ainsi que des actions conjointes figurent clairement dans les programmes Socrates, Leonardo Da Vinci (formation professionnelle) et Jeunesse, visant à encourager une approche intégrée entre ces trois domaines. 
Cette stratégie se manifeste concrètement par deux biais : il s’agit d’une part d’appels à propositions communs aux différents programmes, les projets devant couvrir au moins deux d’entre eux. Il s’agit ensuite de soutiens à des projets ne répondant aux critères que d’un seul programme mais portant sur des thèmes définis en commun par les trois Directions Générales. À terme, les domaines de la culture et du sport devraient également être intégrés dans ces actions conjointes, de même que des programmes concernant l’emploi et l’exclusion sociale ou bien la société de l’information.

### Mesures d’accompagnement
Elles concernent des projets qui, s’ils ne rentrent dans aucun des programmes sus-mentionnés, répondent pourtant aux objectifs généraux du programme Socrates. Cela permet une plus grande souplesse dans le traitement des dossiers. Ces mesures couvrent une large gamme d’activités : diffusion des résultats des projets, activités de sensibilisation pour la promotion de la coopération en éducation, formation à la gestion de projets, projets incitant à la coopération entre les différentes actions du programme, etc.
Le programme Socrates recouvre donc des activités très variées. Toutefois, il faut encore rappeler que l’objectif n’est pas une harmonisation des dispositifs. Il s’agit pour la Commission européenne d’impulser un nouvel essor aux échanges d’informations, de promouvoir les contacts entre les institutions européennes et les personnes sur le terrain. La diversité dans l’enseignement au sein de l’Union européenne reste le maître mot.

## Compléments